# The Man Who Would Not Die
The Man Who Would Not Die – pierwszy studyjny album brytyjskiej heavymetalowej formacji Blaze Bayley, wydany 7 lipca 2008 roku przez Blaze Bayley Recordings.

## Lista utworów
1. „The Man Who Would Not Die” – 4:35
2. „Blackmailer” – 4:43
3. „Smile Back at Death” – 7:38
4. „While You Were Gone” – 5:27
5. „Samurai” – 5:39
6. „Crack in the System” – 5:53
7. „Robot” – 3:10
8. „At the End of the Day” – 3:39
9. „Waiting for My Life to Begin” – 5:10
10. „Voices from the Past” – 5:55
11. „The Truth Is One” – 4:22
12. „Serpent Hearted Man” – 6:15

## Twórcy
- Blaze Bayley – wokal
- Nico Bermudez – gitara prowadząca
- Jay Walsh – gitara rytmiczna
- David Bermudez – gitara basowa
- Larry Paterson – perkusja